# Dark Lord : L'Ascension de Dark Vador
Dark Lord : L'Ascension de Dark Vador (titre original : Darth Lord: the Rise of Dark Vader) est un roman de science-fiction écrit par James Luceno. Publié aux États-Unis par Del Rey Books en 2005,, il a été traduit en français et publié par les éditions Fleuve noir en 2007,. Ce roman, se déroulant dans l'univers Légendes de Star Wars, prend place immédiatement après les évènements décrits dans Star Wars, épisode III : La Revanche des Sith et conte la montée en puissance de Dark Vador.

## Résumé
Dark Lord : L'Ascension de Dark vador commence dans les dernières heures de la Guerre des Clones, quelque temps avant la mise en œuvre de l'ordre 66 comme présenté dans Star Wars, épisode III : La Revanche des Sith. Quand une troupe de clones sous les ordres de l'empire refusent de faire feu sur plusieurs Jedi ayant échappé à l'ordre 66, L’empereur Palpatine demande à Dark Vador devenu son nouvel apprenti, d'étudier la question et d’enquêter. Dark Vador, étant devenu également un grand commandant des armées de l'Empire Galactique va donc se lancer dans une chasse aux Jedi fugitifs. À la suite de cela il surveillera également les déplacements de personnages de films, tels que R2-D2, C-3PO ou encore Obi-Wan Kenobi (son ancien maître Jedi). Il commencera aussi son alliance avec le seigneur Tarkin.
James Luceno ne s'arrête pas à essayer de faire continuer la trame de Star Wars, il met aussi en avant le conflit qui existe en Vador, comme le fait d'être devenu plus une machine qu'un homme à la suite de sa défaite face à Kenobi dans l'épisode 3 de la série cinématographique, d'avoir tué (plus ou moins volontairement) son épouse Padmé Amidala et donc son enfant par la même occasion (Vador ne sait pas à ce moment-là que Padmé a accouché et qu'en fait ce sont des Jumeaux, à savoir Luke Skywalker et Leia Organa), de devoir réapprendre à utiliser la Force à la suite de ses prothèses et surtout les questions qu'il se pose par rapport à son armure.
En effet, son armure le fait souffrir, mais dans le récit, Vador cherche à comprendre pourquoi, et cela, il finira par le comprendre, dans le sens où il apprendra que son armure est faite pour le faire souffrir, notamment pour son échec lors de son duel à Mustafar contre Obi-Wan Kenobi. D'ailleurs, on apprendra que ses prothèses sont en métal blindé, avec des pinces en dessous, de manière à pouvoir s'accrocher n'importe où, mais pourtant, celles-ci sont enfermés dans des bottes, ce qui est paradoxal et évidemment voulu, ce qui l'oblige à marcher très lentement, mais au fur et à mesure du temps, il finira par faire passer cela pour une démarche noble. Ou encore le fait que ses prothèses ne soient pas en Duracier (le métal le plus dur de la galaxie de fiction). Et également que son masque a une deuxième fonction, soit à le plonger plus vers le côté obscur de la Force.
Le roman se termine avec Obi-Wan Kenobi qui apprend que Vador est toujours vivant (ce qu'il croyait impossible), craignant pour la sécurité du jeune Luke, il communiera donc avec l'esprit de Qui-Gon Jinn qui lui assure que Luke est en sécurité, dans le sens où Vador ne retournera jamais sur Tatooine (qui est la planète natale de Vador, alias Anakin Skywalker) dans la mesure où Vador veut oublier tout ce que représentait Anakin. Finalement, on apprend à la fin de l'œuvre que les habitants de la galaxie pensaient que Skywalker était mort dans la purge Jedi, et que donc, celui-ci était resté un héros aux yeux de beaucoup.